# Província del Sud (Nova Caledònia)
La província del Sud és una de les tres províncies en què ha estat dividida Nova Caledònia. Correspon a la part sud-est de l'illa de Grande-Terre i l'Île des Pins. Té una extensió de 7.012 km² i una població el 2009 de 183.007 habitants. La capital és Nouméa

## Geografia
La província és travessada de sud-est a nord-oest pel sistema central. El seu punt més alt és el Mont Humboldt, que amb 1.618 m és el segon bec més alt de l'illa per darrere del Mont Panie (en el nord). En la costa oest de Gran Terre es troben vuit municipis; Mont-Dore, Nouméa, Païta, Boulouparis, La Foa, Moindou i Bourail. La costa anomenada côte sous-le-vent (costa sota el vent) es caracteritza per una àmplia plana que s'estén entre l'oceà i les estribaciones de la serralada central. Aquesta zona rep menys precipitacions que la costa est. En la plana s'estenen pasturatges i sabana on, exceptuant la zona metropolitana de la Gran Numea, hi ha establertes llogarets rurals l'activitat dels quals és principalment la cria de bestiar. En la costa est s'assenten dos municipis, Thio i Yaté, posseïx una estreta plana costanera, els vessants de la serralada central es precipiten d'una forma més o menys abrupta a les aigües de l'oceà. La zona està exposada als vents dominants, els vents alisis i recull més precipitacions que la zona oest, pel que es troba coberta d'una densa vegetació tropical.
En la serralada central se situen dues petits municipis Sarraméa i Farino, aquests són els dos únics municipis de Nova Caledònia que no tenen accés a l'oceà. En l'illa de Pins, al sud de l'illa Gran Terre, se situa el municipi homònim. Finalment el terme municipal de Poya, que s'estén en les dues Províncies (Sud i Nord), posseeix el seu centre administratiu en la part nord 

## Composició

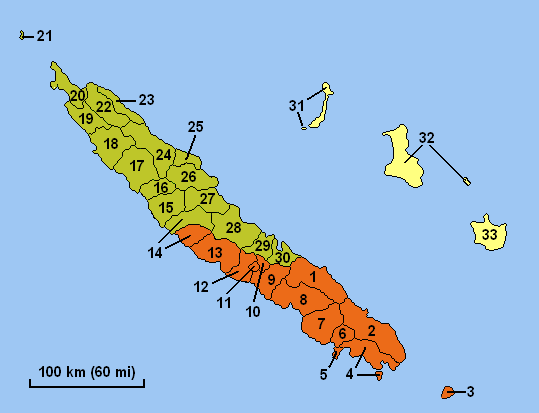
Mapa amb la situació de la província (en taronja) i els seus municipis.

La Província del Sud, comprèn catorze municipis:
- 1. Thio
- 2. Yaté
- 3. Île des Pins
- 4. Mont-Dore
- 5. Nouméa
- 6. Dumbéa
- 7. Païta
- 8. Boulouparis
- 9. La Foa
- 10.Sarraméa
- 11.Farino
- 12.Moindou
- 13.Bourail
- 14.Poya *

(*) Part del municipi es troba a la Província del Nord.

## Demografia

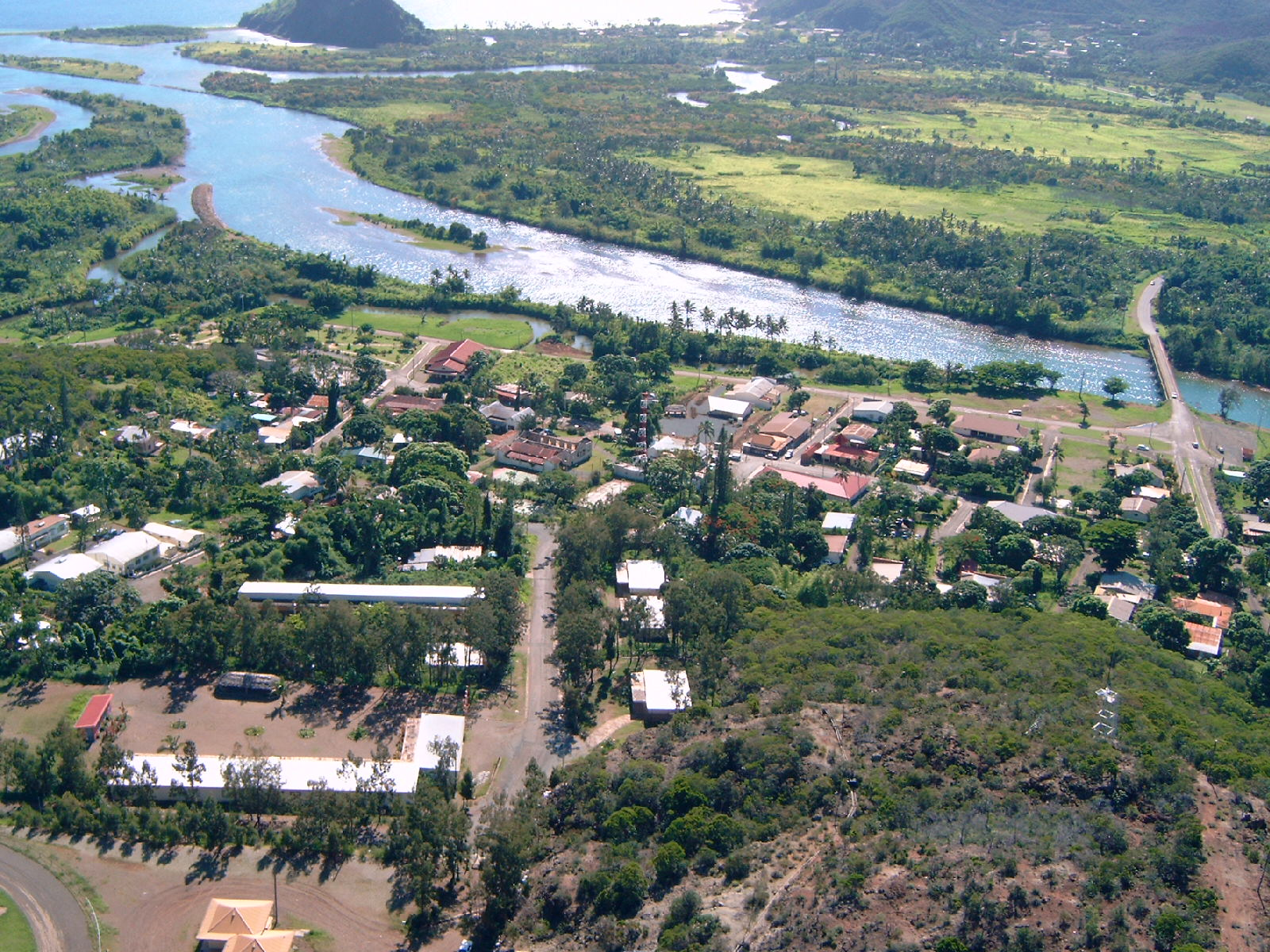
Municipi de Thio

La Província del Sud és la més poblada i rica de Nova Caledònia. el 2009 tenia 183.007 habitants, el que representava un 71,16% de la població total del territori. Segons càlculs, l'1 de gener de 2008 aquesta població havia augmentat a 176.140 habitants el que ja representava el 72% de la població de Nova Caledònia. Aquest ràpid creixement es deu a l'augment positiu dels dos principals indicadors del creixement de la població: la taxa de creixement natural que es va situar en un 1,27%, la més alta de les tres províncies caledònies (a més aquest és un creixement constant que des de 2003 fluctua al voltant de l'1,3); la taxa de migració també llança un saldo positiu i des de 1998 no descendeix de les 1.000 persones, arribant a el seu rècord en 2004 amb 1.800, en 2007 aquesta xifra es va situar en 1.300.
A més de ser la principal receptora de la migració que arriba A Nova Caledònia, la Província Sud també alberga als immigrants que arriben des de les altres dues províncies, les quals posseïxen un saldo migratori negatiu En la capital i única ciutat de la província, Nouméa, que representa el 0,7% del territori, es concentra el 55,64% de la població (2004). Si ens circumscrivim a la conglomeració urbana de Gran Numea gairebé nou de cada deu habitants hi resideixen, concretament el 89,05% el 2004.
La densitat de població del conjunt de la província és de 25,1 habitants per km². La densitat en Nouméa és de 2.000 hab./km², a Gran Nouméa és de 90, mentre que en la resta de la província és de 3,35 hab./km². La distribució de la població es conforma d'una majoria de caldoches, (terme utilitzat per a denominar a la població d'origen francès assentada en l'illa), en contrast amb les altres dues províncies on són minoria. Segons el cens de 1996 els caldoches representaven el 44,4% de la població. Els canacs eren el 25,47%, la meitat dels quals residien a Nouméa. El tercer grup de població eren els habitants procedents de l'illa de Wallis, concentrats majorment en els municipis suburbans de Gran Numea, Altres grups de residents eren els tahitians, 3,62%, els indonesis i els vietnamites que representaven el 2,05% cadascun i els vanuatians que eren l'1,58% de la població.
La mitjana d'edat en la Província del Sud se situa en 31 anys, aquesta mitjana és significativament més alta que en la resta de la col·lectivitat, i la resta de territoris francesos a Oceania, encara que menor que en la França metropolitana. La seva piràmide poblacional té una forma piramidal i és pròpia dels països que han completat la seva transició demogràfica. Les tres províncies de Nova Caledònia són francòfones, encara que només és en la Província Sud on el francès és parlat majoritàriament com a llengua materna, mentre que en les altres dues províncies el francès és utilitzat com a llengua vehicular entre els diferents grups melanesis.

## Política
La Província Sud, és administrada per una Assemblea Provincial amb seu a Nouméa. Entre 1989 i 1999 estava composta per 32 membres, i des de 1999 per 40, dels quals 32 ocupen també un escó al Congrés de Nova Caledònia. Els seus membres són escollits per a un mandat de 5 anys per sufragi universal directe i escrutini proporcional plurinominal a 1 volta. El President és escollit d'entre els seus membres, per a això es poden realitzar tres votacions, les dues primeres ha de resultar escollit per majoria absoluta, i si finalment no s'arriba a un acord en la tercera votació parlamentària pot ser escollit per majoria simple. A més també són escollits tres vicepresidents.
La Província Sud és majorment anti-independentista, i el seu parlament està dominat des de 1989 per la dreta local, el RPCR, dirigida per Jacques Lafleur. No obstant això, en les eleccions del 9 de maig de 2004 el partit Avenir ensemble (també de centredreta), va assolir ser el partit més votat amb un 33,89% dels vots. El partit de Lafleur va obtenir el 31,19%.
L'altra sorpresa de les eleccions fou que cap llista independentista va obtenir cap representant a l'assemblea de la província. Cinc anys més tard, a les eleccions provincials del 10 de maig de 2009, el Reagrupament-UMP, dirigit ara per Pierre Frogier, va recuperar el primer lloc a l'Assemblea però només amb 15 escons sobre 40, mentre que hi són representats els altres quatre partits anti-independentistes (Calédonie ensemble de Philippe Gomès amb 11 escons, l'Avenir ensemble de Harold Martin aliat al LMD del senador Simon Loueckhote amb 8 escons i el RPC de Jacques Lafleur amb 2 escons). El FLNKS torna a l'assemblea provincial, amb 4 escons encapçalats per Rock Wamytan.

### Assemblea actual (2009-2014)
- President : Pierre Frogier (Reagrupament-UMP)
- 1r vicepresident : Éric Gay (Reagrupament-UMP)
- 2n vicepresident : Philippe Michel (Calédonie ensemble)
- 3r vicepresident : Sonia Lagarde (Calédonie ensemble)
- membres per formació política:

- Antiindependentistes : 36 escons :
  - Votaren per Pierre Frogier a la presidència i tots els vice-presidents : 34 escons :
    - Reagrupament-UMP: 15 escons.
    - Calédonie ensemble: 11 escons.
    - Avenir ensemble-LMD: 8 escons dels quals :
      - Avenir ensemble: 6 escons després de les eleccions, 7 des de 5 de juny de 2009
      - LMD: 2 escons després de les eleccions, 1 des del 5 de juny de 2009.

  - Votaren contra Pierre Frogier a la presidènce, Éric Gay a la 1a vicepresidència i Sonia Lagarde a la 3a, però a favor de Philippe Michel: 2 escons :
    - RPC: 2 escons.

- FLNKS: 4 escons dels quals :
  - UC: 1 escó.
  - RDO: 1 escó.
  - Palika: 1 escó.
  - UPM: 1 escó.

### Segona Legislatura (2004–2009)
- President : Philippe Gomès (Avenir ensemble).
- 1r vice-presidente : Sonia Lagarde (Avenir ensemble)
- 2n vicepresident : Philippe Michel (Avenir ensemble)
- 3r vice-presidente : Christiane Gambey).
- Membres per formació política:

- Avenir ensemble: 19 escons en 2004, 20 a partir de 2007, ja que 2 l'abandonaren el 2008: 
  - Calédonie ensemble: 16 escons.
  - Avenir ensemble: 3 escons.
  - « Union pour le Destin commun » (UDC, Christiane Gambey) : 1 escó.

- Reagrupament-UMP: 16 escons en 2004 però es quedà en 13 després de diverses defeccionsi.
- Front Nacional: 5 escons en 2004, el 2008 es dividí en 2 grups :
  - FN: 3 escons.
  - Moviment Caledonià Francès: 2 escons.

- Reagrupament per la Caledònia (RPC, dissident del Reagrupament-UMP des de 2006) : 1 escó.
- no-inscrit (dissident del Reagrupament-UMP des de 2007) : 1 escó.

### Primera legislatura (1999-2004)
- President : Jacques Lafleur (RPCR)
- 1r vicepresident : Pierre Frogier (RPCR)
- 2n vicepresident : Pierre Bretegnier (RPCR)
- 3r vice-President : Marianne Devaux (RPCR)
- membres per formació política :

- RPCR (anti-independentista) : 25 escons
- FLNKS (independentista) : 6 escons
- Front Nacional (anti-independentista) : 5 escons
- Aliança (anti-independentistes oposats al RPCR) : 4 escons

### Antics presidents de l'Assemblea de la Província del Sud
- 1989-2004: Jacques Lafleur (RPCR)
- 2004-2009: Philippe Gomès (Avenir ensemble després Calédonie ensemble)
- Des de 2009: Pierre Frogier (Reagrupament-UMP)